# Hewlett Packard Enterprise
Hewlett Packard Enterprise Company (HPE) és una empresa multinacional americana de tecnologia de la informació amb seu a Spring, Texas. És una organització centrada en els negocis que treballa en servidors, emmagatzematge, xarxes, programari de contenidorització i consultoria i suport. HPE va ocupar el lloc número 107 a la llista Fortune 500 del 2018 de les corporacions més grans dels Estats Units per ingressos totals.
HPE es va fundar l'1 de novembre de 2015 a Palo Alto, Califòrnia, com a part de l'escissió de l'empresa Hewlett-Packard. L'escissió es va estructurar de manera que l'antiga Hewlett-Packard Company canviés el seu nom a HP Inc. i escindís Hewlett Packard Enterprise com a empresa de nova creació. HP Inc. va conservar el negoci d'ordinadors personals i impressió de l'antic HP, així com l'historial de preus de les accions i el símbol original de la borsa de Nova York per a Hewlett-Packard; Enterprise cotitza amb el seu propi símbol: HPE. En el moment de l'escissió, els ingressos de HPE eren lleugerament inferiors als de HP Inc. L'empresa es va traslladar a Texas el 2020.
El 2017, HPE va escindir el seu negoci de Serveis Empresarials i el va fusionar amb Computer Sciences Corporation per convertir-se en DXC Technology. També el 2017, va escindir el seu segment de negoci de programari i el va fusionar amb Micro Focus. També el 2024, com a part del canvi d'estratègia, la unitat de negoci de telecomunicacions d'HPE, Communication Technology Group (CTG), va ser adquirida per HCLTech per 225 milions de dòlars.

## Nom
El nom complet de l'empresa és "Hewlett Packard Enterprise Company", que elimina el guionet que anteriorment existia entre "Hewlett" i "Packard" de l'antiga Hewlett-Packard Company. L'empresa es coneix comunament com a "Hewlett Packard Enterprise" o per les seves inicials "HPE".
Alguns mitjans de comunicació també han anomenat l'empresa "HP Enterprise" i fins i tot s'ha anomenat incorrectament com a "HP Enterprises".

## Història

Logotip utilitzat des del novembre de 2015 fins al juny de 2025

El maig de 2016, l'empresa va anunciar que vendria la seva divisió de serveis empresarials a un dels seus competidors, Computer Sciences Corporation, en un acord valorat en 7,7 mil milions d'euros. La fusió de HPE Enterprise Services amb CSC, per formar una nova empresa DXC Technology, es va completar el 10 de març de 2017. Aproximadament 100.000 empleats actuals de HPE es van veure afectats. Més de 30.000 empleats de serveis d'altres àrees del negoci de HPE van romandre a HPE, incloent-hi serveis de suport i consultoria tecnològics, així com serveis professionals de programari.

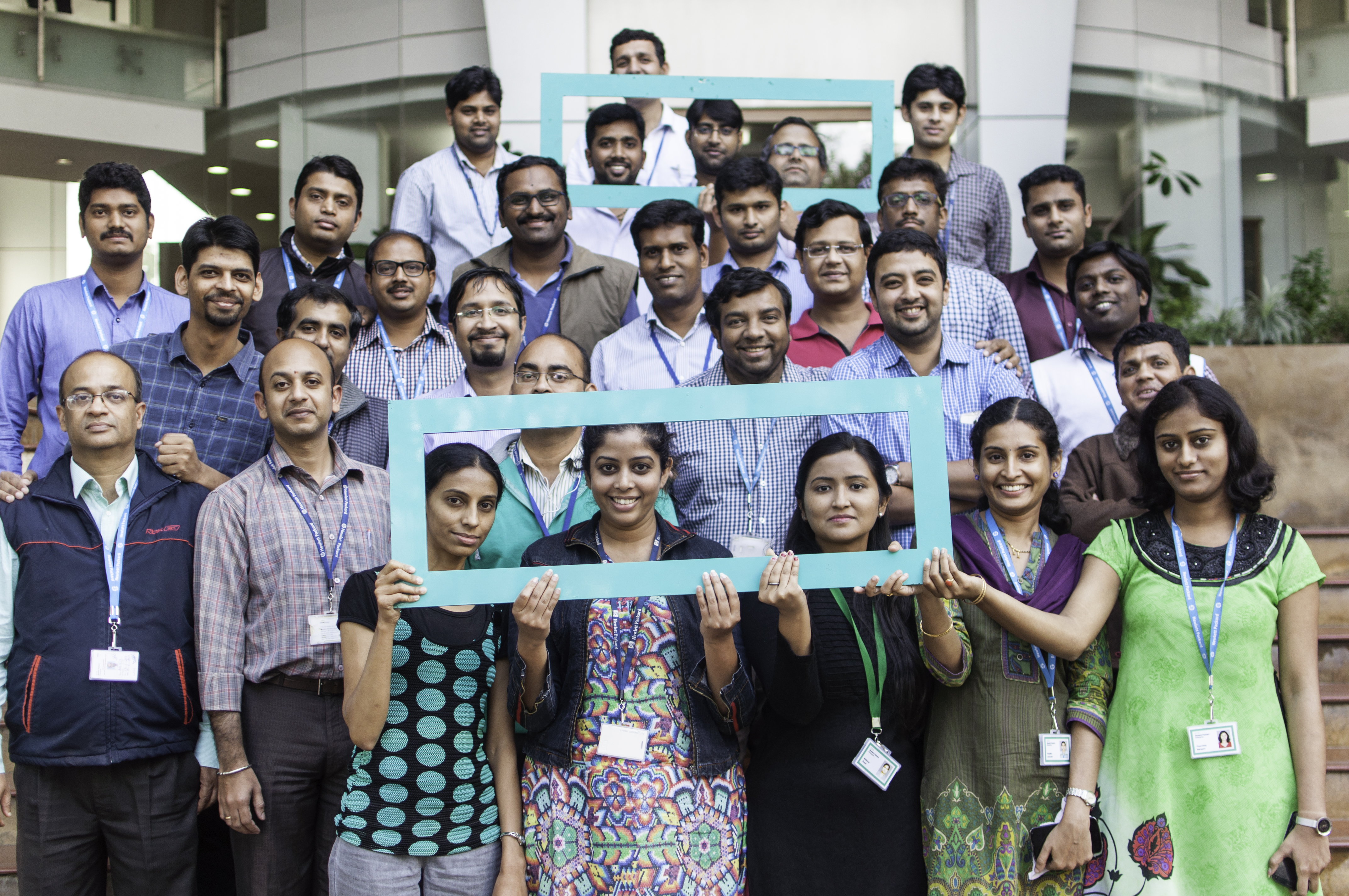
Empleats de gestió de serveis informàtics sostenen el rectangle del logotip de la nova empresa el 2015.

El desembre de 2020, Hewlett Packard Enterprise va revelar que traslladarà la seva seu corporativa de San Jose, Califòrnia, a Spring, Texas, un suburbi al nord de Houston. Del desembre de 2021 a l'abril de 2022, la seu de HPE es va ubicar a l'antiga propietat de HP i campus de la seu de Compaq, al nord-oest del comtat de Harris, a prop de la SH 249 i Louetta. La construcció del nou campus de Springwoods Village a Spring es va completar a principis de 2022. Les preocupacions per les grans inundacions al complex de Compaq van ser un factor que va contribuir a la construcció del nou campus per part del CEO de HPE, Antonio Neri. L'antic campus havia estat inundat anteriorment per l'huracà Harvey el 2017.  L'abril de 2022, HPE es va traslladar del complex de Compaq al seu campus de Spring, recentment acabat, coincidint amb la venda de l'antic complex al distribuïdor de begudes mexicà Mexcor aquell mateix mes.
L'adquisició de Juniper Networks per 14.000 milions de dòlars proposada per HPE va ser objecte d'una investigació per part de l'organisme de control antimonopoli del Regne Unit, la Competència i els Mercats Autoritat. El 19 de juny de 2024, la Competència i els Mercats Autoritat va anunciar que havia iniciat una investigació de fusió per avaluar els possibles problemes de competència derivats de l'acord, i va fixar la data límit del 14 d'agost de 2024 per decidir si s'havia de dur a terme una investigació completa. En el moment en què es va anunciar l'acord, HPE havia acceptat pagar 40 dòlars per acció en efectiu per Juniper.  El gener de 2025, la Divisió Antimonopoli del Departament de Justícia dels Estats Units va presentar una demanda antimonopoli contra HPE per bloquejar la seva adquisició de Juniper Networks, al·legant que l'acord proposat augmentaria els preus, perjudicaria la competència i reduiria la innovació. Després d'un acord amb el Departament de Justícia (DOJ), en què HPE va acceptar desfer-se de la seva divisió sense fils Instant On i llicenciar el codi font de Mist AI de Juniper (un component clau dels productes WLAN de Juniper), l'adquisició es va completar el 2 de juliol de 2025. Més tard aquell mateix mes, Axios va informar que la comunitat d'intel·ligència dels Estats Units havia intervingut directament anteriorment per persuadir el DOJ perquè permetés l'adquisició, argumentant que bloquejar la fusió hauria perjudicat les empreses nord-americanes i hauria enfortit els competidors xinesos, en particular Huawei, i hauria plantejat la decisió com a crítica per a la seguretat nacional.

## Afers corporatius
La seu de l'empresa es troba a Houston, en una zona d'annexió amb finalitats limitades.
- Intelligent Edge (10% dels ingressos de l'exercici 2020[17]): ofereix plataformes dissenyades per a la seguretat de la xarxa, com ara Aruba Networks i Silver Peak Systems.
- HPC i MCS (11% dels ingressos de l'exercici 2020): càlcul d'alt rendiment i sistemes de missió crítica. També inclou Hewlett Packard Labs.
- Càlcul (44% dels ingressos de l'exercici 2020): el negoci principal dels servidors
- Emmagatzematge (17% dels ingressos de l'exercici 2020): el negoci principal d'emmagatzematge, inclosa la recent adquisició de Zerto
- HPE Financial Services (12% dels ingressos de l'exercici 2020): ofereix serveis de finançament per a clients i socis d'HPE
- A&PS (4% dels ingressos de l'exercici 2020): assessorament i serveis professionals a través de 'HPE Pointnext'.
- Inversions corporatives (2% dels ingressos de l'exercici 2020): inclou "HPE Pathfinder" (la branca de capital risc d'HPE) i el Grup de Tecnologia de les Comunicacions

El CEO Antonio Neri va anunciar el 2019 que espera que tots els productes es venguin "com a servei" el 2022 a través de HPE Greenlake.

## Productes
- Intelligent Edge: Aruba Networks, Silver Peak Systems, FlexFabric
- HPC i MCS: Apollo (Informàtica d'Alt Rendiment), Cray
- Càlcul: HP XP, HPE GreenLake Hybrid Cloud, Edgeline, Cloudline, Synergy, OneView, OneSphere, ProLiant, Synergy, Cloudline, Edgeline, servidors HPE Integrity, NonStop, HPE Superdome, Apollo (computació d'alt rendiment), Simplivity (hiperconvergència)
- Emmagatzematge: HPE 3PAR, StoreOnce, StoreEver, Nimble Storage, HP XP, HPE GreenLake Hybrid Cloud, HPE Alletra, HPE Primera, MSA, Nimble i Alletra dHCI
- Grup de Tecnologia de les Comunicacions: OpenCall i Activador de Serveis